# كيه أيه أي كيه أف-أكس
كيه أيه أي كيه أف-أكس هو برنامج كوري جنوبي-إندونيسي مشترك يهدف لأنتاج مقاتلة متعددة المهام من جيل 4.5 لخدمة سلاح الجو في البلدين تمتلك كوريا الجنوبية 80% من المشروع والباقي يتوزع بين إندونيسيا وشركات خاصة.تتوقع كوريا الجنوبية بأن يكون لديها 120 طائرة في الخدمة بحلول عام 2032.